# 산방꽃차례
산방화서(Corymb)는 가장 바깥쪽 꽃자루가 안쪽 꽃자루보다 더 길어 꽃들이 평면을 이루는 꽃차례를 말한다. 평평한 윗부분만을 보면 산형화서(umbel)와 겉모양이 유사하며, 가지가 뻗어나간 모양은 원추화서와 비슷하다. 산방화서에서는 꽃들이 평행하거나 마주나고, 볼록하거나 편평한 형태를 이룬다.

산사나무속와 마가목속과 같은 배나무아과(en:Maloideae)에 속하는 많은 종들이 산방화서를 나타내며, 노르웨이 단풍나무(Norway maple)와 마테나무도 산방화서의 예이다.

산방화서를 나타내는 코림(corymb)이라는 단어는 "꽃이나 과일 다발"을 의미하는 고대 그리스어 korymbos 에서 파생되었다.

Racemose corymb
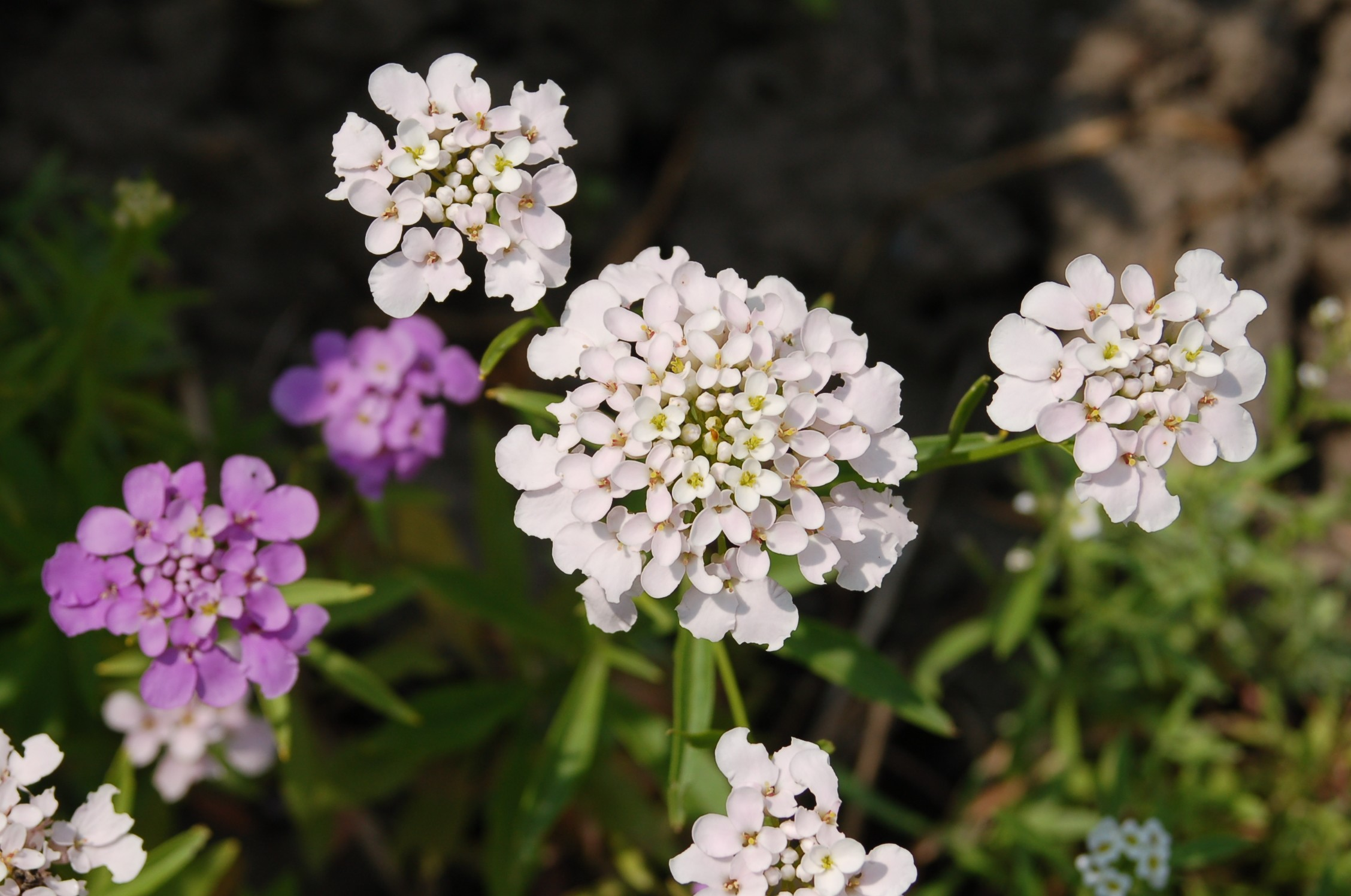
Iberis umbellata 또는 candytuft (racemose corymb)
Cymose corymb
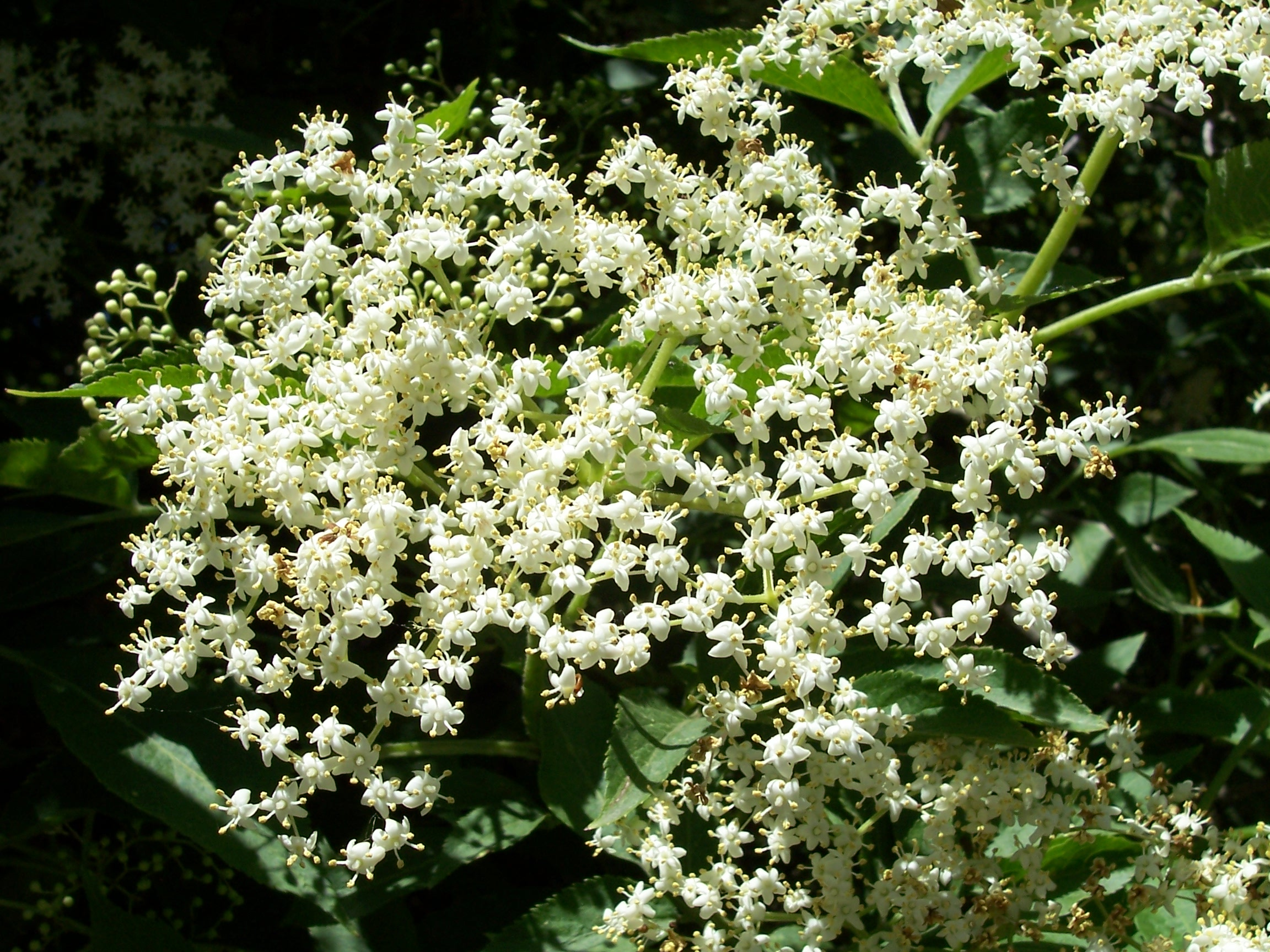
Sambucus nigra 또는 elder (cymose corymb)

## 같이 보기
- 원추화서
- 산형화서
- 총상화서
- 수상화서